# Retablo de Cartagena
El retablo de Cartagena o retablo de Santa María la Vieja es una composición escultórica tallada en alabastro que, procedente de la Catedral de Santa María la Vieja de Cartagena, se expone actualmente en el Museo Arqueológico Nacional (MAN) de Madrid bajo el número de inventario 51600. La pieza, encuadrada dentro de la categoría de la escultura gótica, representa diferentes situaciones de la vida de la Virgen y fue originada en un taller de Inglaterra en el siglo XV.

## Historia
El retablo ha podido ser datado hacia finales del siglo XV, pero los detalles acerca de cómo y cuando la Catedral de Cartagena lo adquirió son desconocidos. Sin embargo, sí está constatado su origen inglés y el intenso comercio de objetos religiosos de alabastro entre su tierra de origen y la península ibérica, que tuvo su auge desde la Baja Edad Media y hasta la Reforma anglicana en el área de la cornisa Cantábrica. La composición integró seguramente la capilla mayor del edificio hasta 1871, cuando ingresó en las colecciones del MAN en virtud de una donación hecha efectiva por el Ayuntamiento de Cartagena con motivo de la inauguración aquel mismo año del museo.
En 2016, se presentó ante el pleno del Ayuntamiento de Cartagena una moción del partido Movimiento Ciudadano instando al Gobierno local a solicitar formalmente la devolución de la pieza, que fue aprobada por unanimidad.

## Disposición de los relieves
La composición originalmente disponía de nueve relieves, de los que se han perdido dos, y se organizaba en tres hileras de tres piezas cada una, si bien para la exposición del MAN se ha preferido ordenarlas horizontalmente y de manera individual. Las escenas representadas aluden a la biografía de María, madre de Jesús, y han sido colocadas en este orden:
1. El nacimiento de la Virgen.
2. La Presentación ante Zacarías, sacerdote del Templo de Jerusalén.
3. La educación de María por su madre, santa Ana.
4. Los desposorios con José de Nazaret.
5. La Anunciación a María por el arcángel Gabriel de su maternidad del hijo de Dios.
6. La Natividad de Jesús en Belén.
7. La circuncisión de Jesús.

Lorenzo Arribas, doctor en Historia Medieval por la Universidad Complutense de Madrid, sostiene a partir de la confrontación con el retablo de la Catedral de Mondoñedo que las dos imágenes desaparecidas correspondían a la anunciación por los ángeles de la maternidad de santa Ana y su encuentro con san Joaquín ante la Puerta Dorada de Jerusalén.

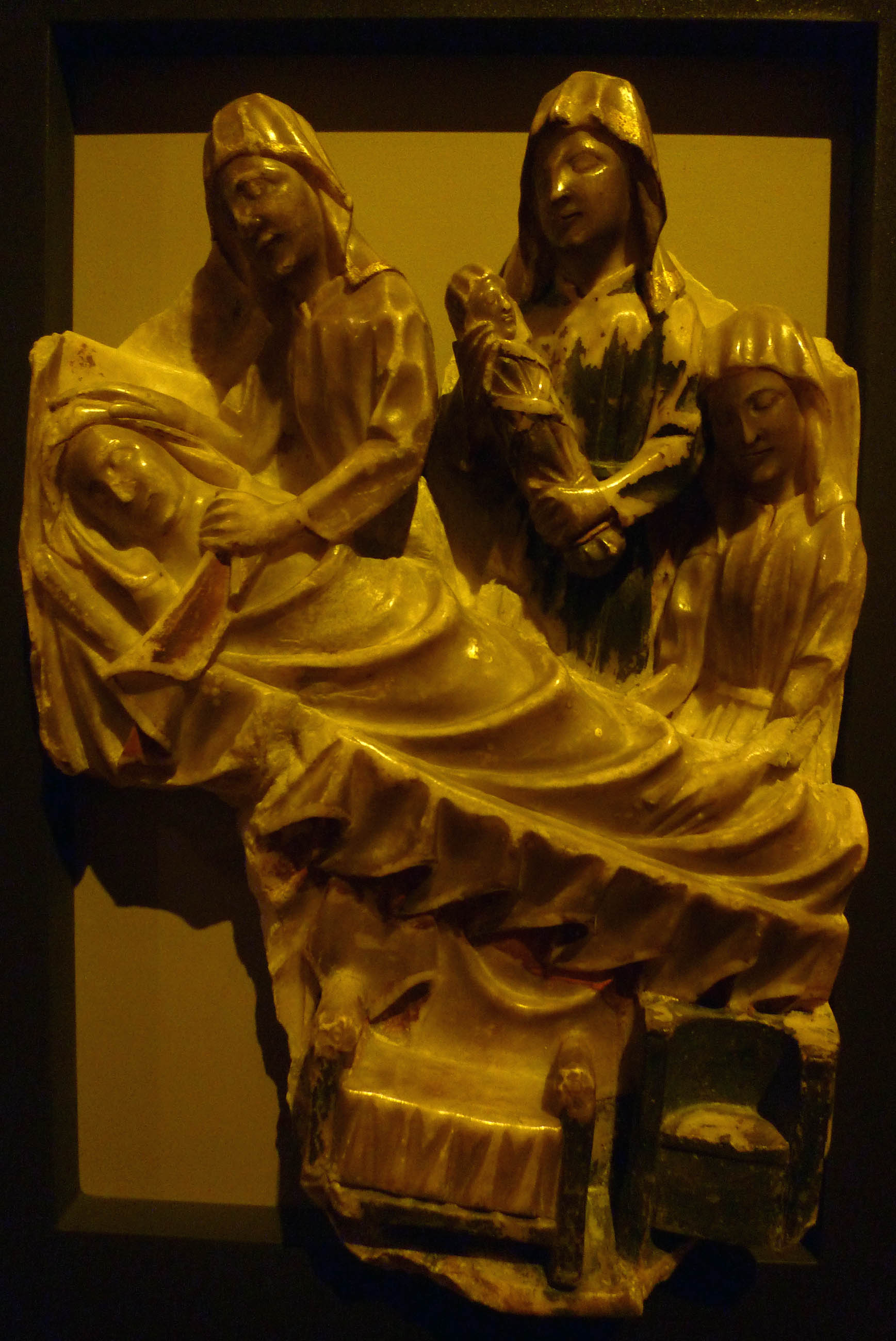
El nacimiento de la Virgen.
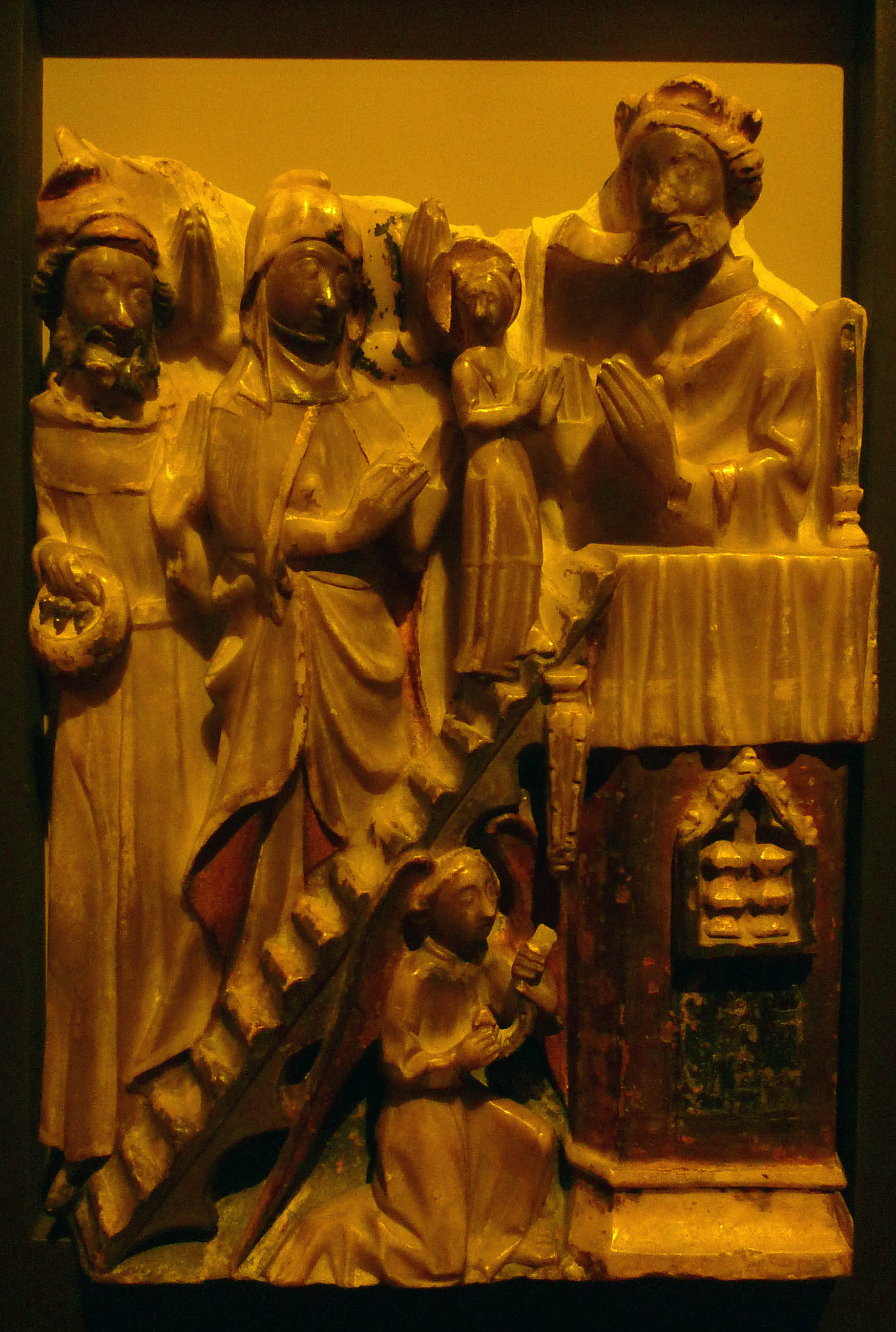
La Presentación en el templo.
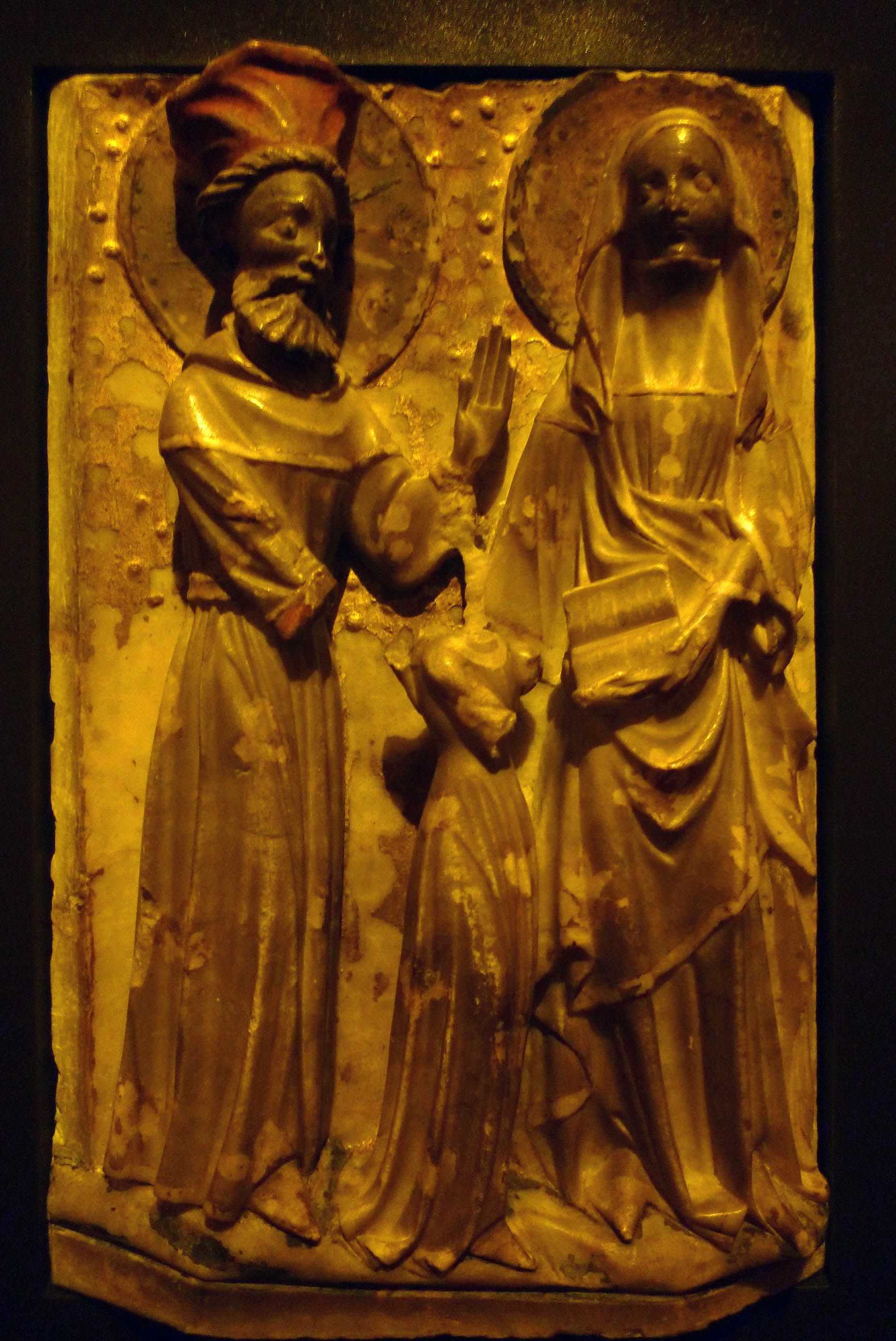
La educación de la Virgen.
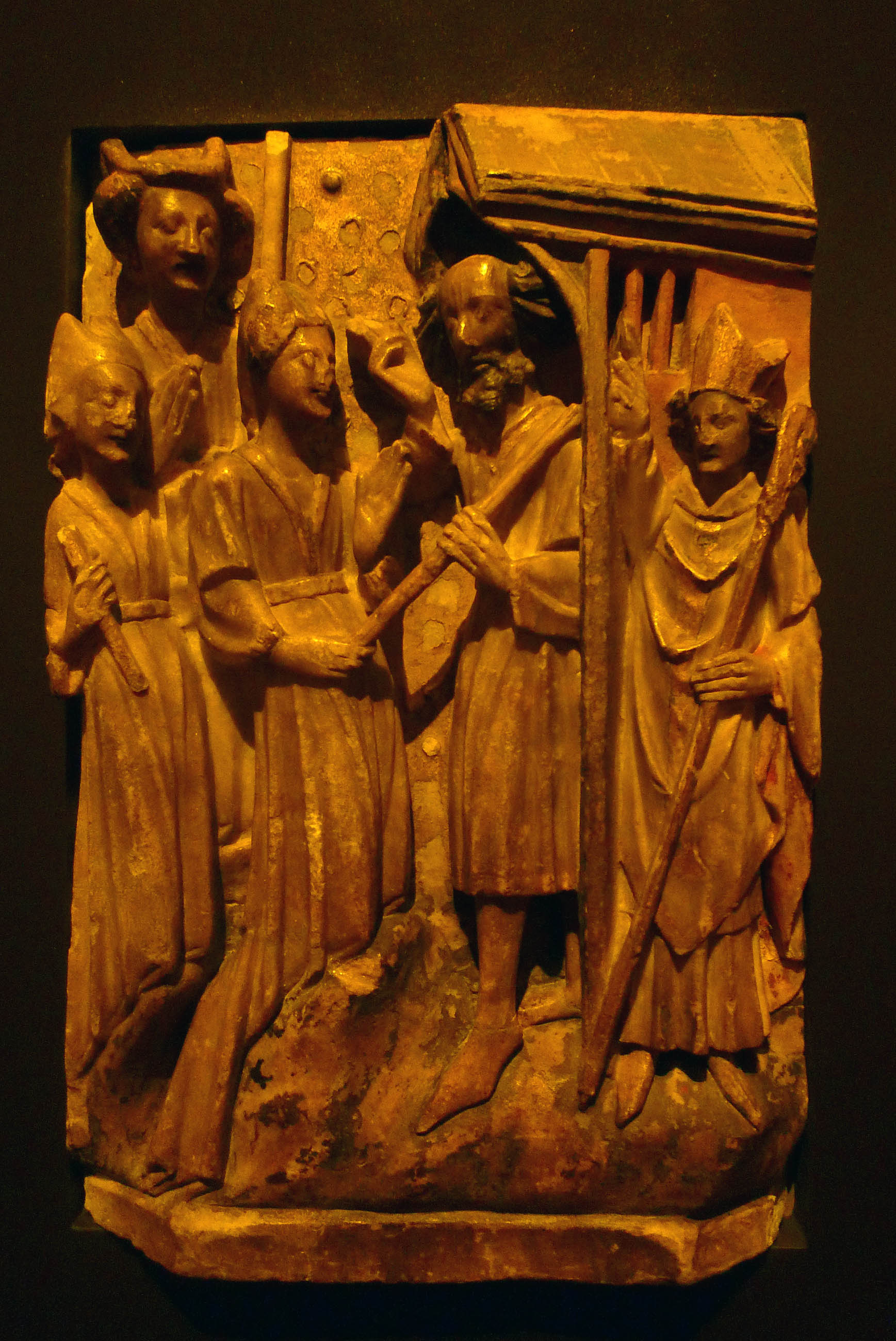
Los desposorios de la Virgen.
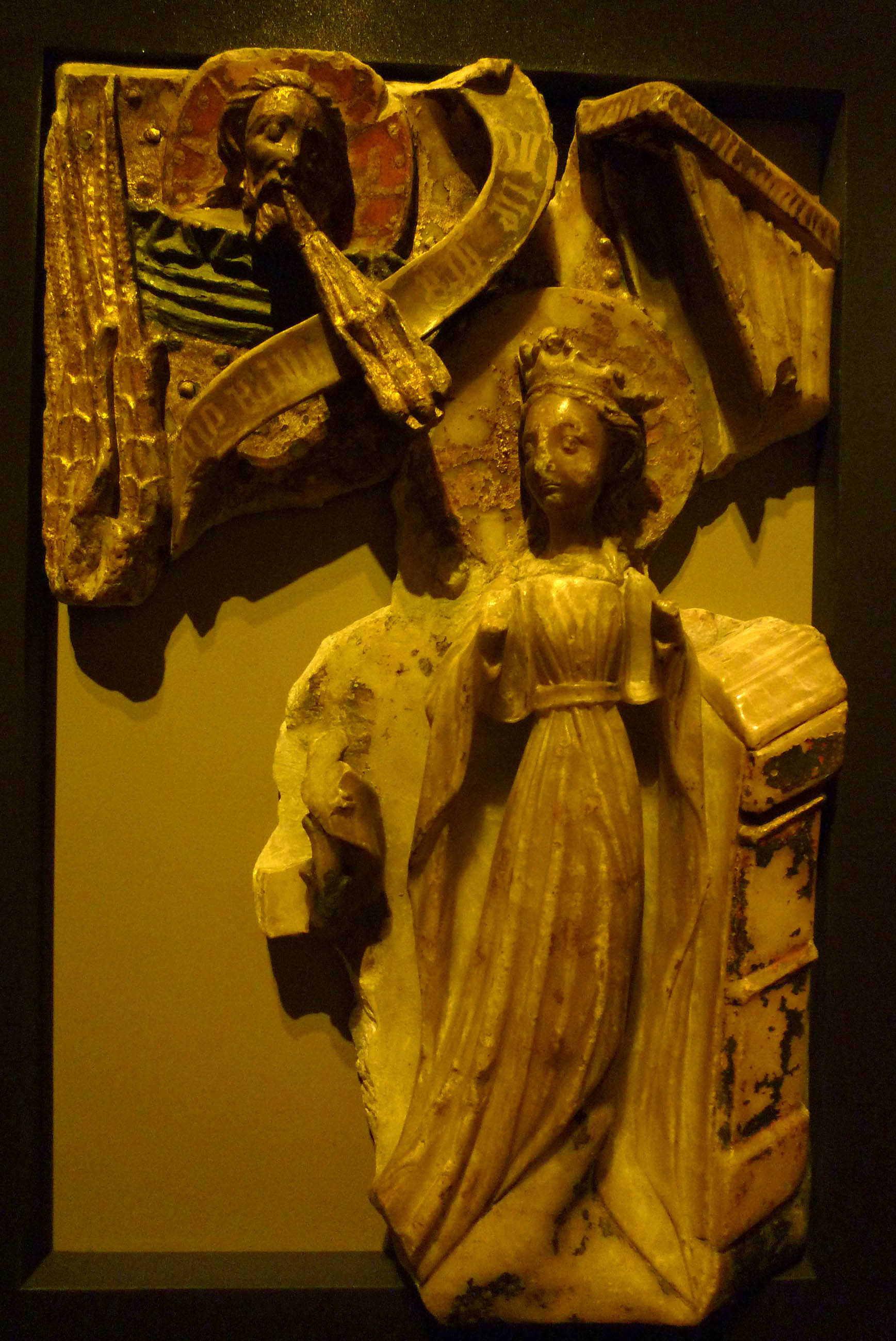
La Anunciación.
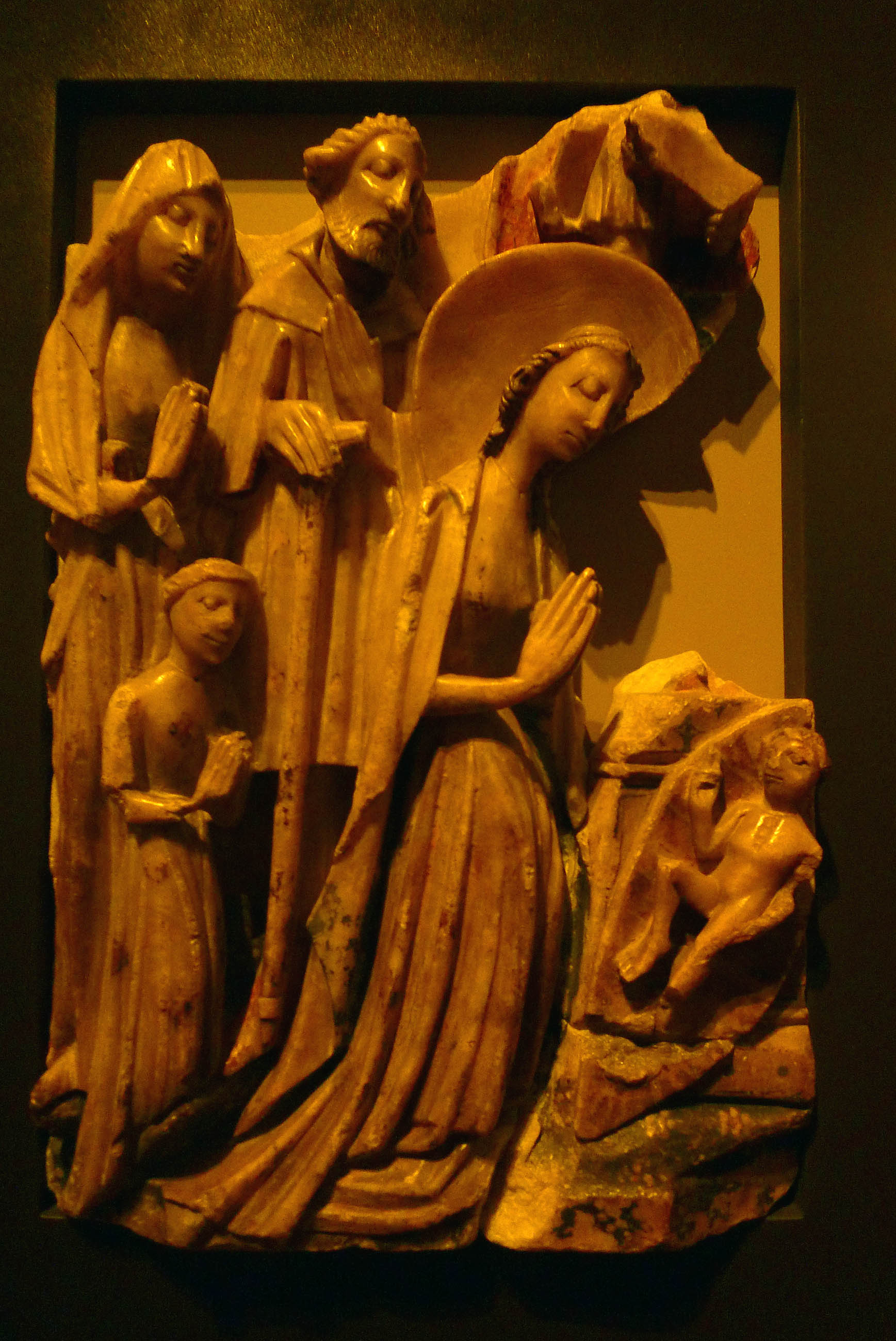
La Natividad.
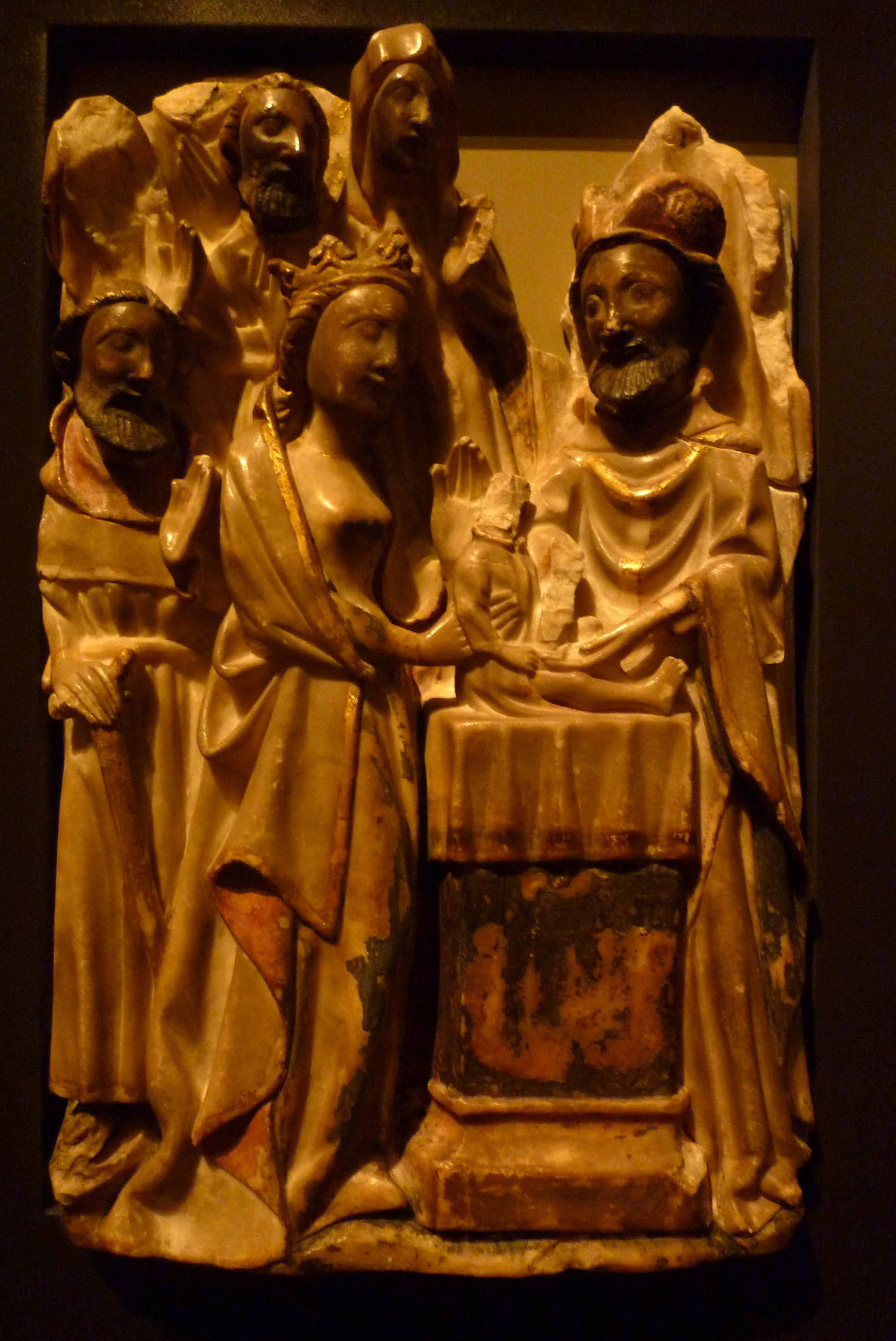
La circuncisión.